# Val (okres Tábor)
Val (německy Wall) je obec v okrese Tábor v Jihočeském kraji. Žije v ní 253 obyvatel.

## Historie
První písemná zmínka o obci pochází z roku 1413.

## Přírodní poměry
V jihovýchodní části katastrálního území se nachází skupina rybníků chráněná jako přírodní rezervace Rod.

## Obyvatelstvo
| Rok            | 1869 | 1880 | 1890 | 1900 | 1910 | 1921 | 1930 | 1950 | 1961 | 1970 | 1980 | 1991 | 2001 | 2011 | 2021 |
| -------------- | ---- | ---- | ---- | ---- | ---- | ---- | ---- | ---- | ---- | ---- | ---- | ---- | ---- | ---- | ---- |
| Počet obyvatel | 582  | 561  | 587  | 564  | 622  | 587  | 584  | 418  | 421  | 344  | 275  | 224  | 241  | 242  | 247  |
| Počet domů     | 66   | 69   | 69   | 72   | 77   | 83   | 113  | 118  | 113  | 105  | 89   | 126  | 130  | 136  | 140  |

## Obecní správa
Při sčítání lidu v letech 1850–1988 byl Val obcí v okrese Třeboň (1850–1930), posléze v okrese Soběslav (1950) a později v okrese Tábor. Od 1. ledna 1989 do 23. listopadu 1990 patřil jako část města k Veselí nad Lužnicí a od 24. listopadu 1990 je opět samostatnou obcí.

### Části obce
- Hamr
- Val

### Obecní symboly
Znak a vlajka byly obci uděleny rozhodnutím předsedkyně Poslanecké sněmovny Parlamentu České republiky dne 14. června 2013.

## Pamětihodnosti
- Kaple na návsi
- Hospodářský dvůr podle projektu vídeňského architekta Antona Erharda Martinelliho.[8]

## Galerie

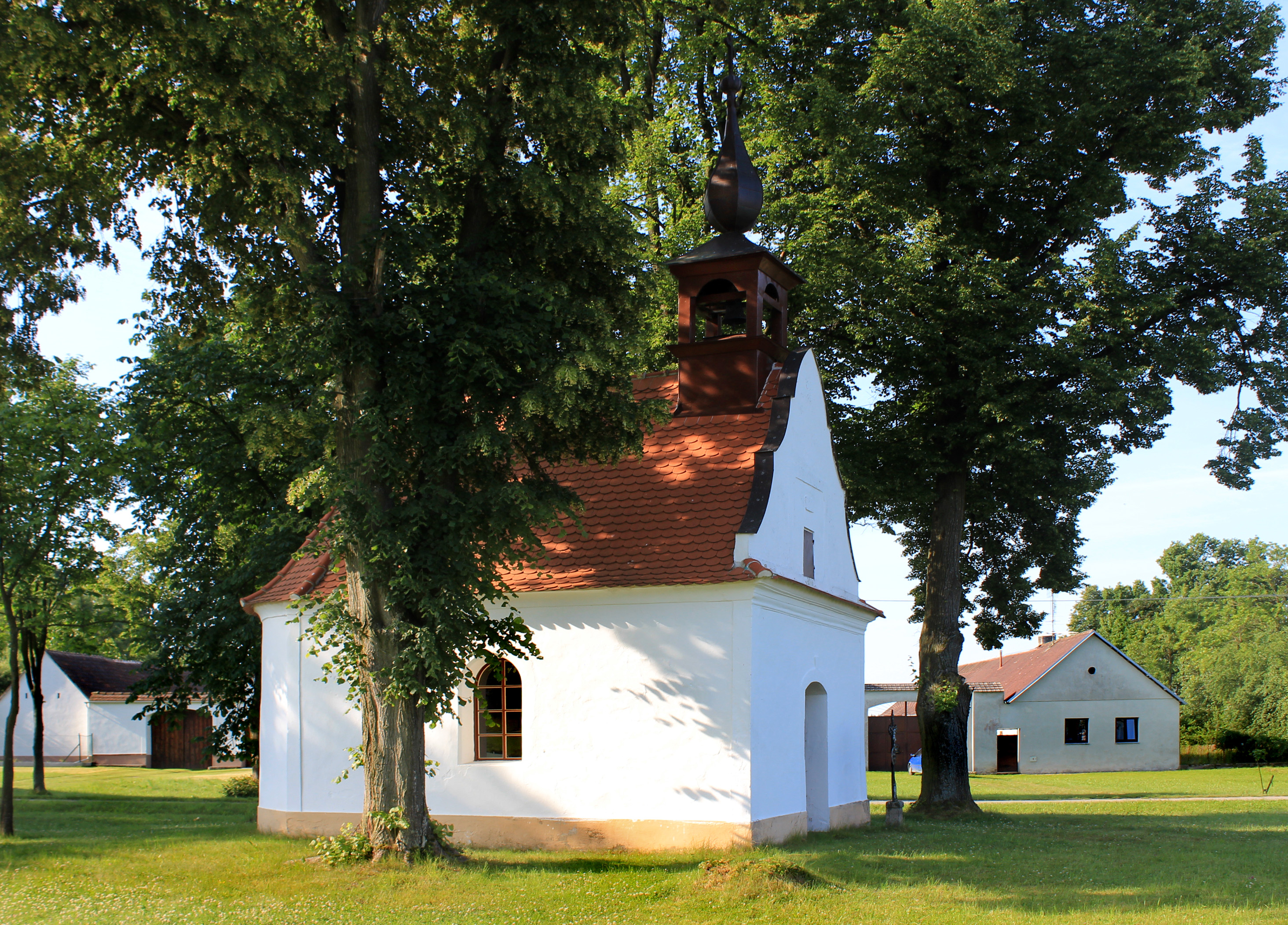
Kaple na návsi
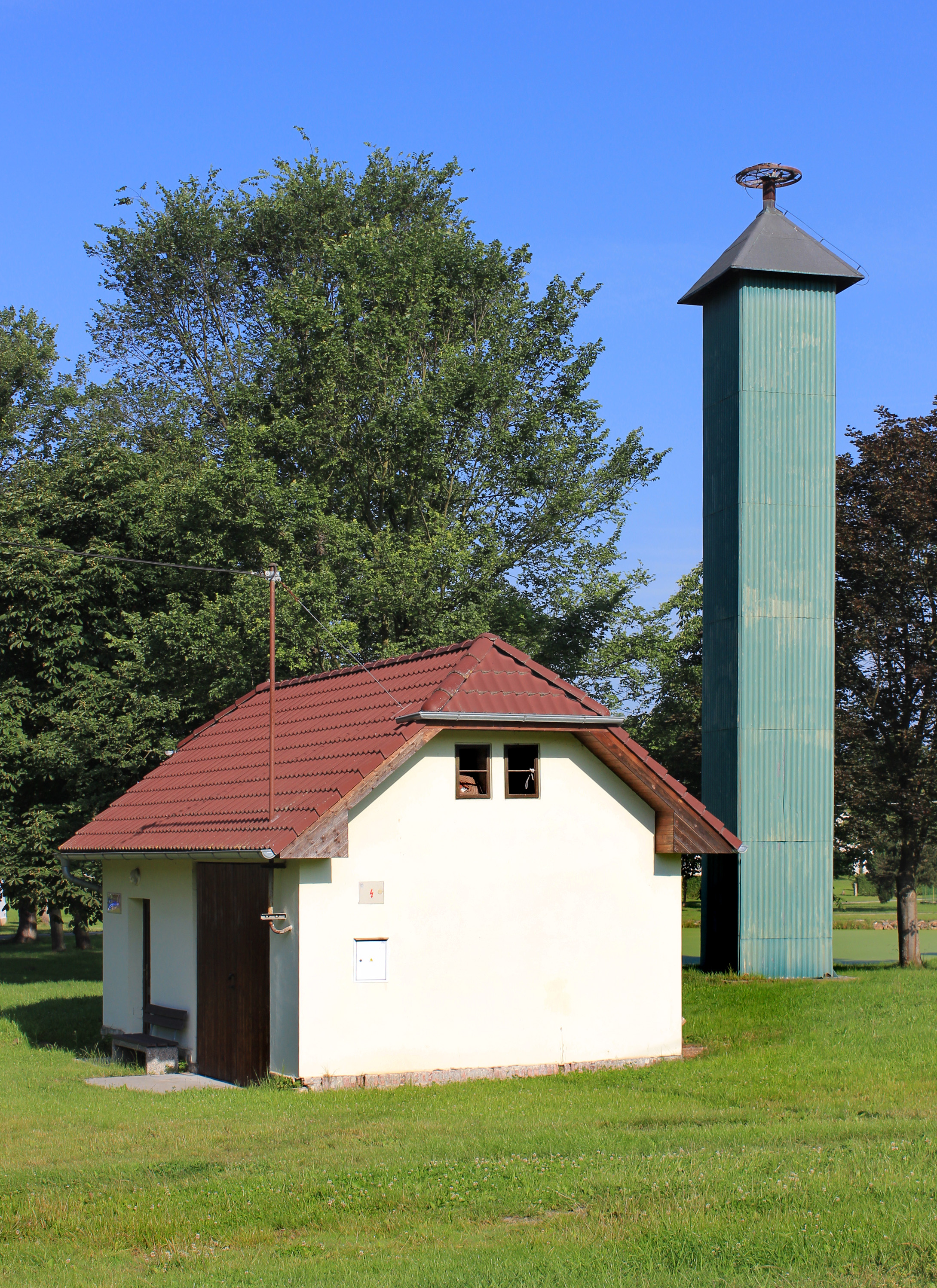
Požární zbrojnice
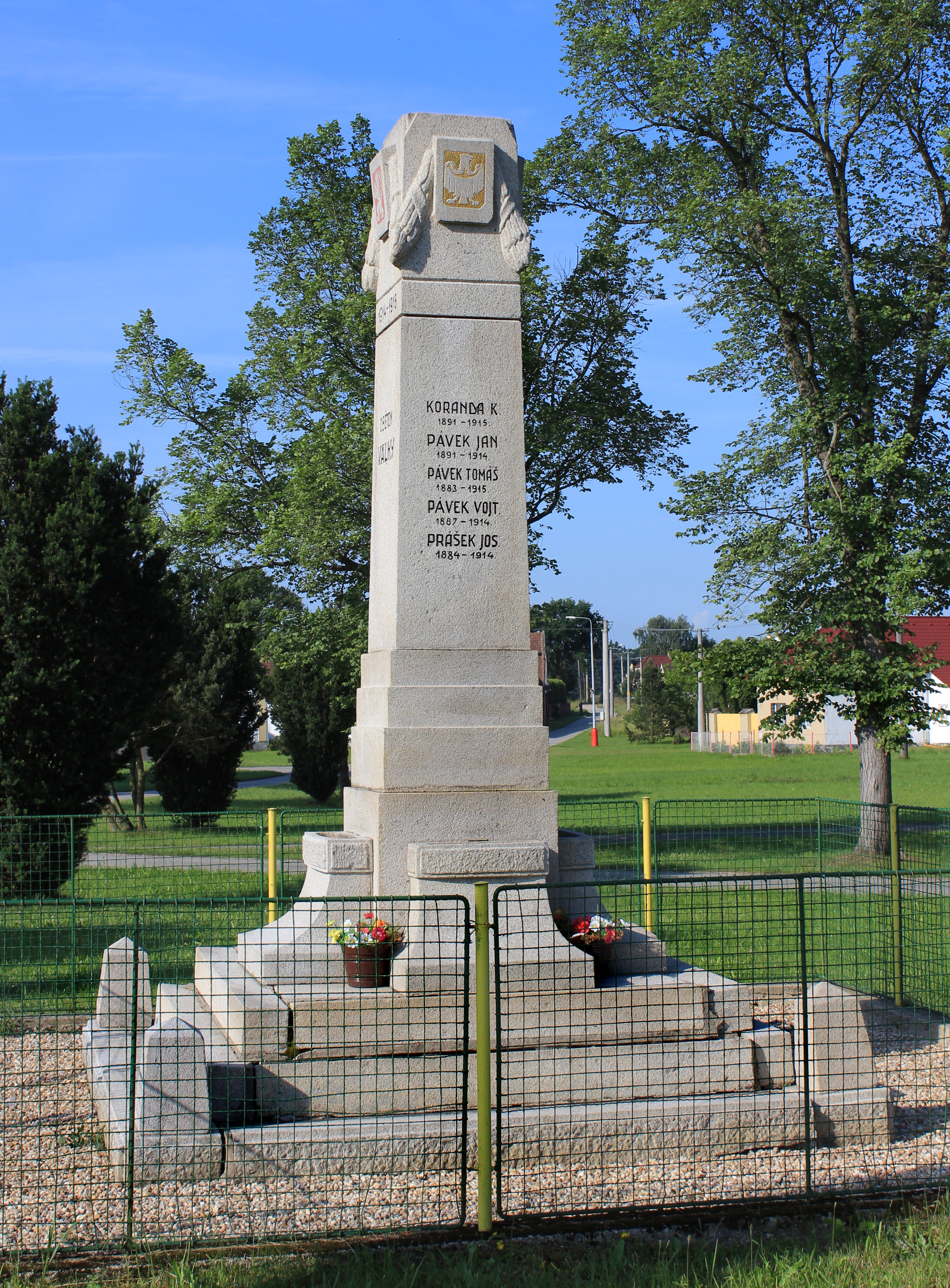
Pomník padlým